# ميدالية لبيني (فلم)
ميدالية لبيني (بالإنجليزية: A Medal for Benny) فيلم أمريكي صدر عام 1945، من إخراج إريفينغ بيتشل.

## روابط خارجية
- مقالات تستعمل روابط فنية بلا صلة مع ويكي بيانات